# Hanzelka i Zikmund
Jiří Hanzelka (Štramberk, 24 de desembre de 1920 - 15 de febrer de 2003) i Miroslav Zikmund (Plzeň, 14 de febrer de 1919 - Praga, 1 de desembre de 2021), coneguts col·lectivament com a Hanzelka i Zikmund, van ser dos famosos txecoslovacs durant les dècades de 1950 i 1960 pels llibres, articles i pel·lícules que van derivar dels seus viatges a Àfrica, Àsia, Amèrica del Sud i Oceania.

## Els seus inicis

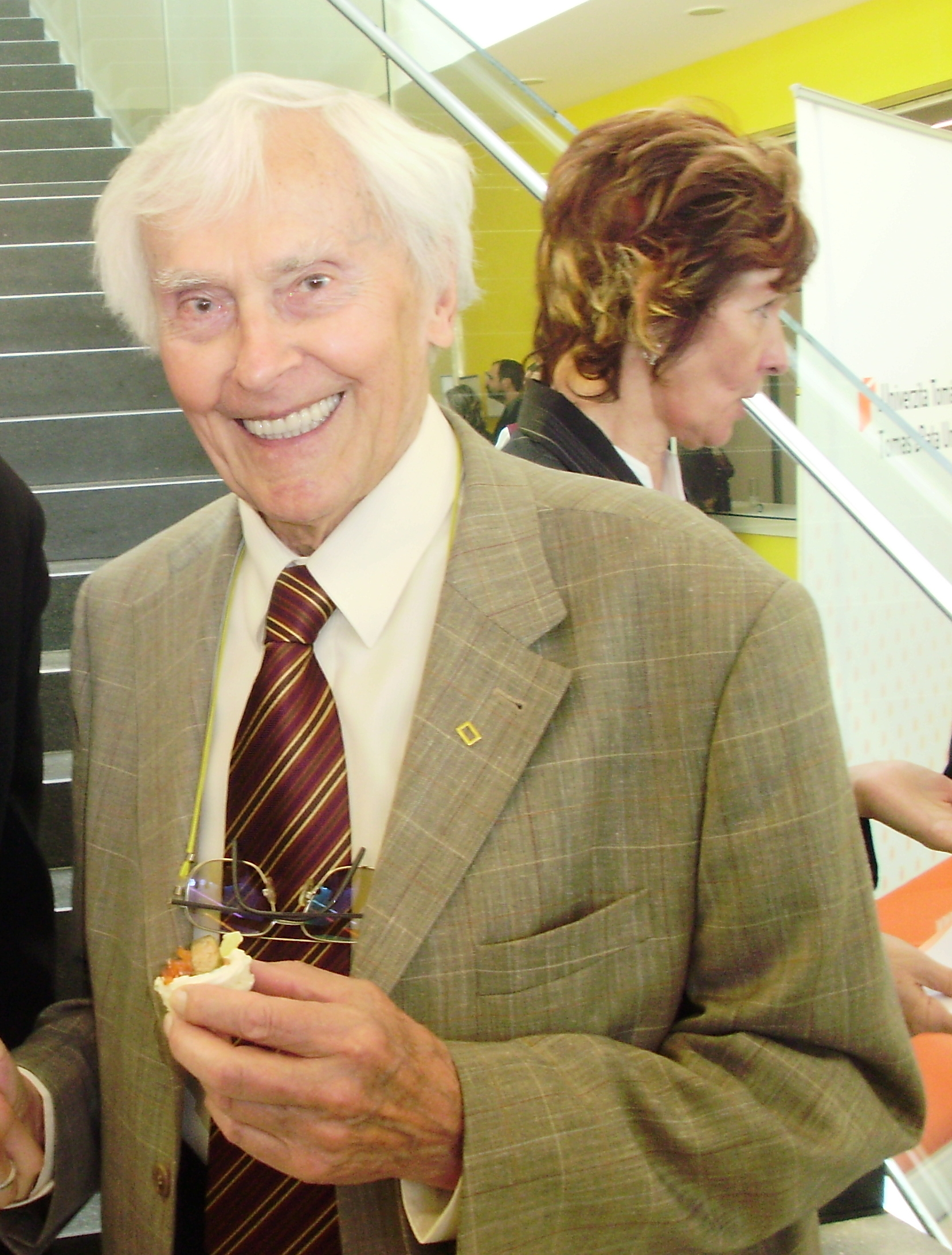
Miroslav Zikmund el 2009.

Jiří Hanzelka i Miroslav Zikmund es van interessar des de la seva joventut pels països estrangers, la natura, els diaris de viatges i les novel·les d'aventures. El 1938 van començar a estudiar a l'Escola d'Economia de Praga, on es van conèixer i es van fer amics. Arran de l'arribada dels nazis i l'establiment del Protectorat de Bohèmia-Moràvia, la seva formació es va interrompre i no es va reprendre fins al 1946.
Va ser a la universitat on van desenvolupar el "projecte 5", en referència als cinc continents que volien descobrir. Mentre esperaven graduar-se, van fer plans precisos de viatge, van copiar mapes i van estudiar les seves destinacions futures des de tots els angles: econòmic, històric, meteorològic, econòmic i social. Mentre tots dos estaven fent classes de rus, Hanzelka ja parlava alemany i francès i aprenia el suahili mentre Zikmund practicava anglès i estudiava àrab alhora que tenia nocions d'italià i neerlandès.

## Els seus viatges

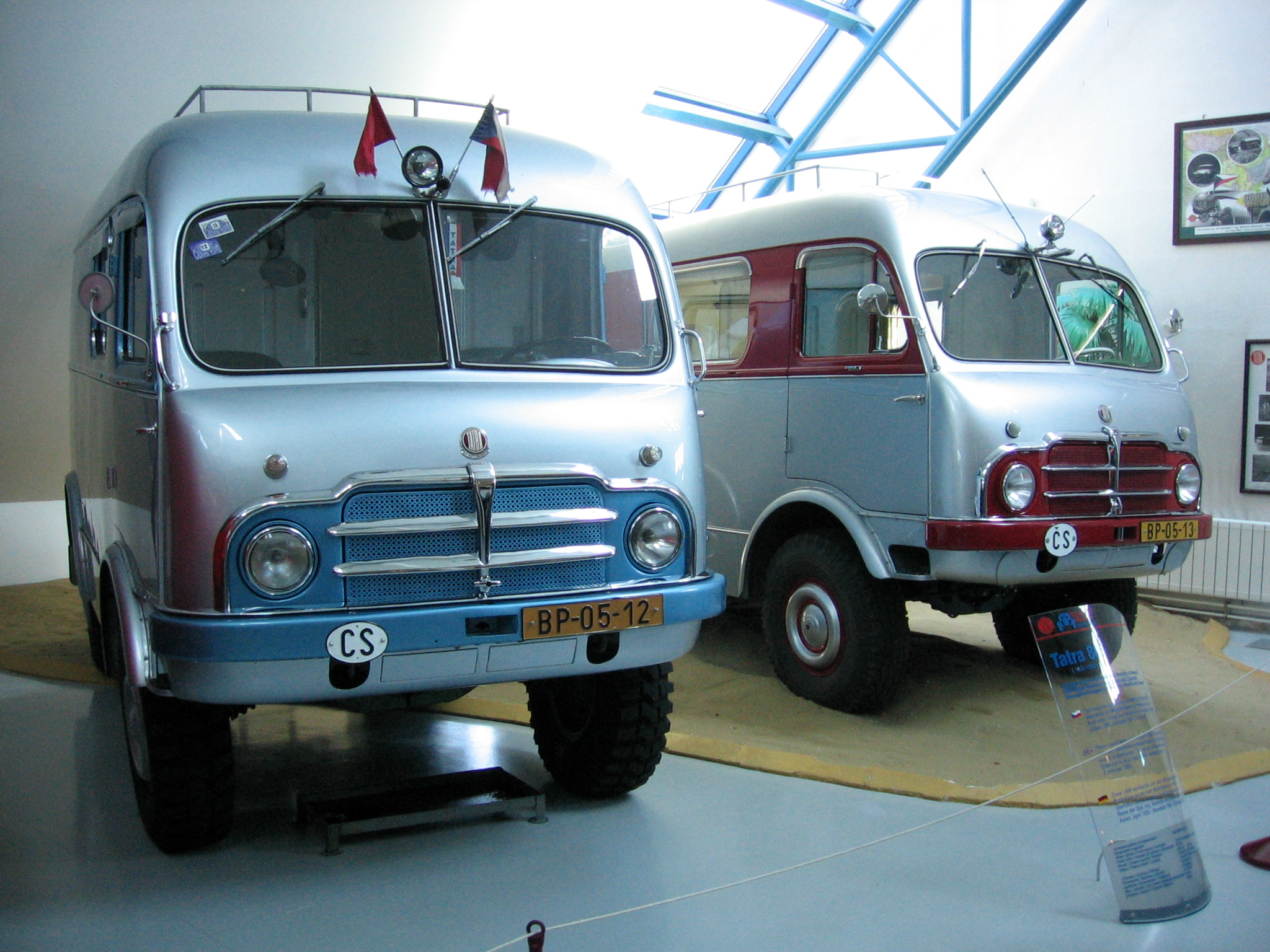
Els Tatra 805 semblants als utilitzats en el seu segon viatge.

El 1947, Hanzelka i Zikmund van presentar el seu projecte al constructor Tatra. L'empresa, impressionada per aquest projecte i amb ganes de promocionar els seus vehicles, va decidir patrocinar el seu viatge i oferir-los un cotxe, un Tatra 87 platejat. Després de tres mesos per conèixer el Tatra 87 a la seu de l'empresa a Kopřivnice, el duet va començar el seu primer viatge: va durar tres anys i mig (de l'abril de 1947 al novembre de 1950) i va travessar 44 països (des de la costa nord d'Àfrica fins a Mèxic), amb un total de 111.000 km.
Al seu retorn, el seu país havia canviat: El Cop d'estat a Txecoslovàquia de 1948, iniciat pel Partit Comunista de Txecoslovàquia amb el suport de la Unió de Repúbliques Socialistes Soviètiques havia instituït un govern estalinista, començant una de les èpoques més fosques de la història del país. No obstant això, els dos van ser ben tractats pel règim vigent, i si la majoria dels txecoslovacs no tenien dret a viatjar a l'estranger, se'ls va permetre publicar els fruits dels seus viatges, ja que les seves descripcions no eren considerades amenaces polítiques. Fins i tot se'ls va permetre fer una segona expedició, que va durar cinc anys (de 1959 a 1964= i els va conduir des de l'Europa de l'Est a les illes del Pacífic via Àsia: veuen, entre d'altres, la Unió Soviètica, Papua, Indonèsia i Japó. Aquesta vegada, estaven al volant de dos prototips del Tatra 805.
En total, haurien respirat l'aire de 83 països.

## Les seves obres
Durant els seus viatges, Hanzelka i Zikmund van fotografiar, filmar i escriure. També van ser responsables d'un programa a la Ràdio Txecoslovaca, que es va convertir en un dels programes més populars de l'emissora: van enviar guions que després van ser llegits per dos actors.
Els seus relats de viatges inclouen onze llibres que barregen fotografies i descripcions, quatre llibres il·lustrats, tres llibres infantils, quatre llargmetratges i 150 curts documentals. Els seus textos també van aparèixer al diari Mladá Fronta Dnes. En un bloc oriental tancat, els seus llibres van permetre evadir-se als lectors: n'haurien venut 6.525.000 a la Unió Soviètica. Nikita Khrusxov hauria estat fins i tot un dels seus lectors més fidels, exigint tenir sempre al seu llit els tres volums d'Àfrica: somnis i realitats.

## El seu desterrament
Hanzelka i Zikmund tenien en ment una gira mundial, però un dels seus textos va disgustar molt a Leonid Bréjnev el maig de 1965: era el que descrivia la pobresa i la corrupció a l'URSS, escrit durant el seu segon viatge, el 1963 i el 1964. El govern txecoslovac, sota la influència soviètica, els va posar en una llista negra. Prohibit a les publicacions oficials, per tant, van recórrer al samizdat. Les seves relacions amb el govern es van tensar després de la primavera de Praga el 1968 (sobretot per a Jiří Hanzelka, que seria signatari de la Carta 77): el seu darrer llibre, Ceylan: el paradís sense els àngels, que estava en preparació, estava prohibit.
Hanzelka i Zikmund vsn conèixer el destí d'altres dissidents txecoslovacs, que vivien de feines ocasionals fins a la revolució de vellut el 1989. Hanzelka també va ser un dels ponents escoltats a la plaça Wenceslau quan va començar el 19 de novembre de 1989.
Després de la caiguda del comunisme, van ser considerats com a herois, se'ls va fer molts homenatges i les seves obres van ser reimpreses i retransmeses. El 1997 es va publicar un nou llibre sobre les seves experiències de viatge (A Life of Dreams and Reality), 50 anys després de la sortida del seu primer viatge.
Zikmund va completar la seva gira mundial fent una gira per Austràlia, però Hanzelka, políticament actiu i malalt, no va poder acompanyar-lo i es va retirar a Bohèmia, on va escriure per denunciar la corrupció a la República Txeca i Eslovàquia.

## La posteritat
- El Tatra 87 amb el qual van fer el seu primer viatge es va afegir l'any 2005 a la llista del patrimoni cultural txec i es conserva al Museu Nacional de Tècnica de Praga.
- Se'ls dedica una exposició permanent al castell de Zlín:[7] Els cinc continents amb els enginyers Hanzelka i Zikmund (S inženýry Hanzelkou a Zikmundem pěti světadíly), amb 120.000 negatius i 50.000 impressions.
- Una exposició dedicada a Hanzelka es troba al Museu Regional de Kopřivnice.[8]
- L'any 2005 se'ls va dedicar una exposició al Castell de Praga.[9]
- Un asteroide porta el seu nom: (10173) Hanzelkazikmund.